# Lasiospermum pedunculare
Lasiospermum pedunculare là một loài thực vật có hoa trong họ Cúc. Loài này được Lag. mô tả khoa học đầu tiên năm 1816.